# London Underground 1995 Stock
De London Underground 1995 Stock (Type 1995) zijn metrostellen die bestemd zijn voor gebruik op deep level lijnen van de Londense metro. Ze worden ingezet op de Northern Line waar ze de oude treinstellen van Type 1959 en de wat minder oude Type 1972 vervingen. De treinstellen zijn gebouwd bij Alstom in Birmingham en kwamen tussen 1998 en 2001 in dienst. 

## Beschrijving
De treinstellen bestaan uit twee permanent gekoppelde driewagenstellen met alleen aan de uiteinden een bestuurderscabine. De treincompositie is motorrijtuig met cabine (Driving Motor car, DM) - niet aangedreven tussenrijtuig (Trailer, T) - motorrijtuig met hulpstuurstand (Uncoupling Non Driving Motor car, UNDM) - UNDM - T - DM.
Deze treinstellen lijken veel op de Type 1996 die gebruikt wordt op de Jubilee Line, gebouwd in dezelfde fabriek. Ondanks de "oudere" naam van dit materieel, is het moderner. Zo is de elektronica die de 3-fase wisselstroom tractiemotoren aanstuurt van een nieuwer type. Het is het enige deep-level materieel dat de mogelijkheid heeft de voorste- en/of achterste deuren gesloten te houden op stations met korte perrons (selective door opening).

## Onderhoud
De treinstellen worden onderhouden door Alstom in Golders Green Traincare Centre (in het noorden) en Morden Traincare Centre (in het zuiden). Beide werplaatsen bevinden zich in de buurt van het gelijknamige metrostation. Daarnaast zijn er op enkele plaatsen langs de Northern Line outbases voor kleine reparaties.
Van 2013 tot 2015 kregen alle 106 treinstellen een opknapbeurt. De vloerbedekking werd vervangen evenals de stoelbekleding en de kleurstelling van zowel het interieur als exterieur van de treinstellen werd gewijzigd.

## Galerij

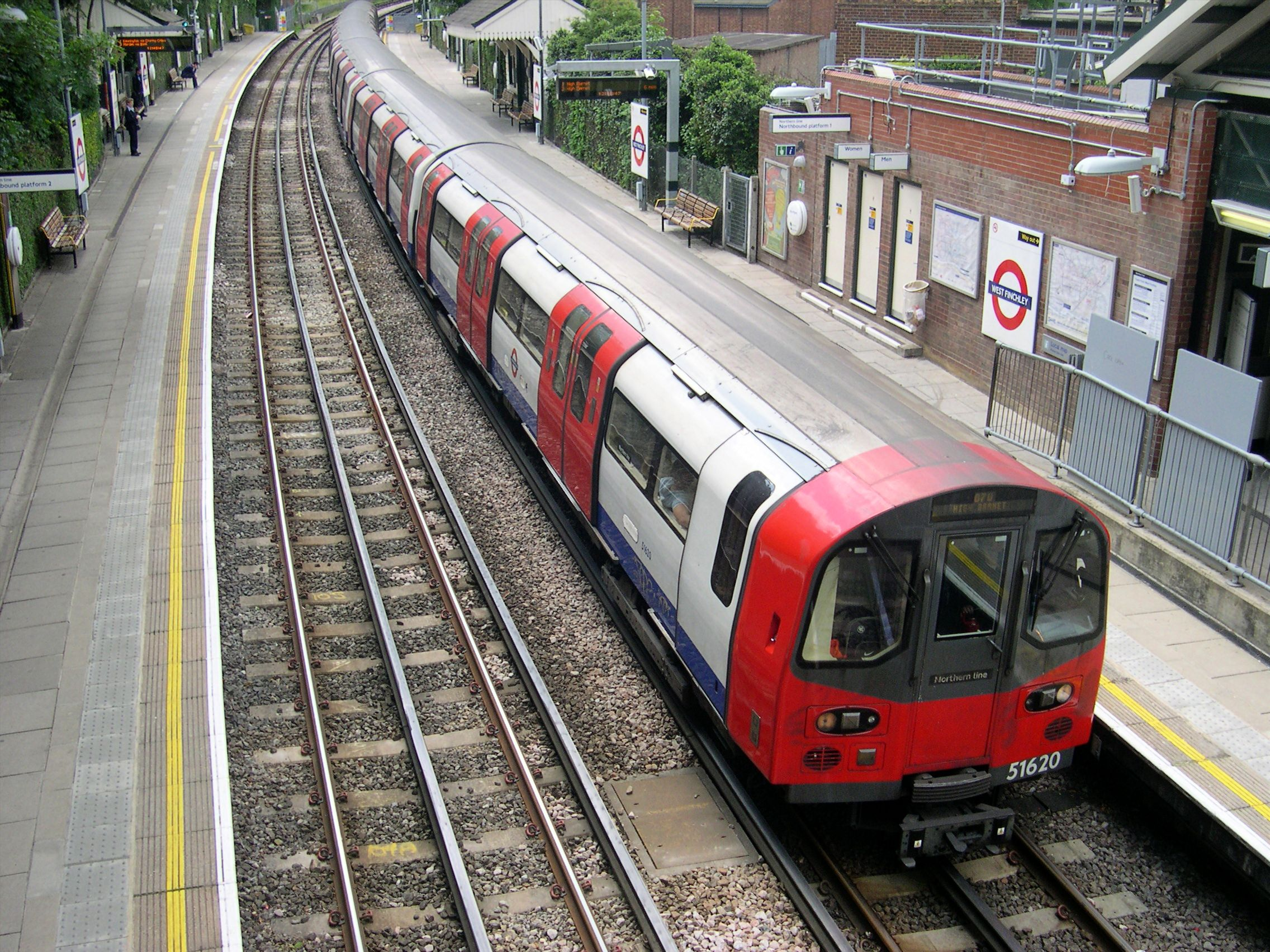
Type 1995 op station West Finchley
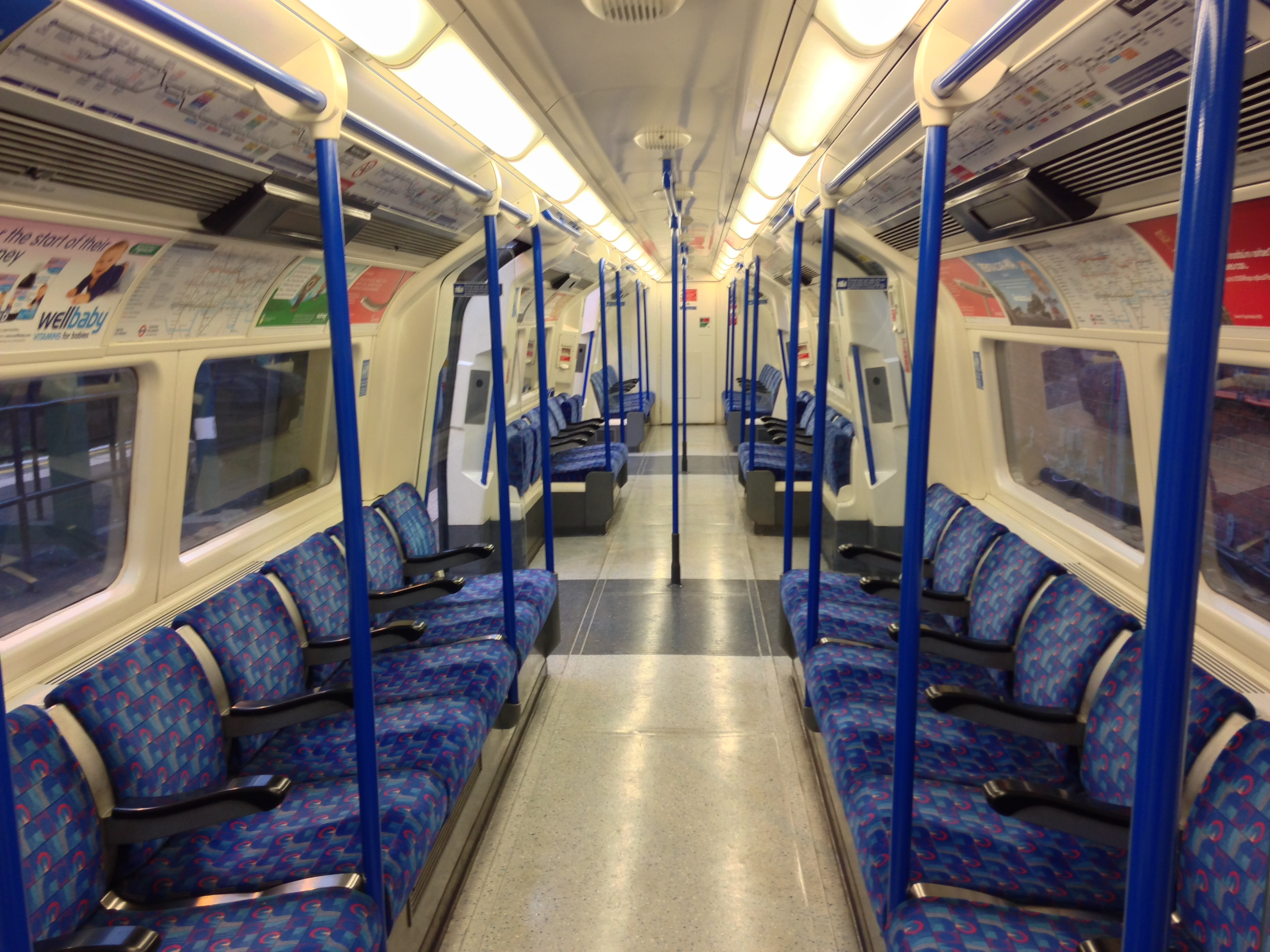
Interieur na de opknapbeurt
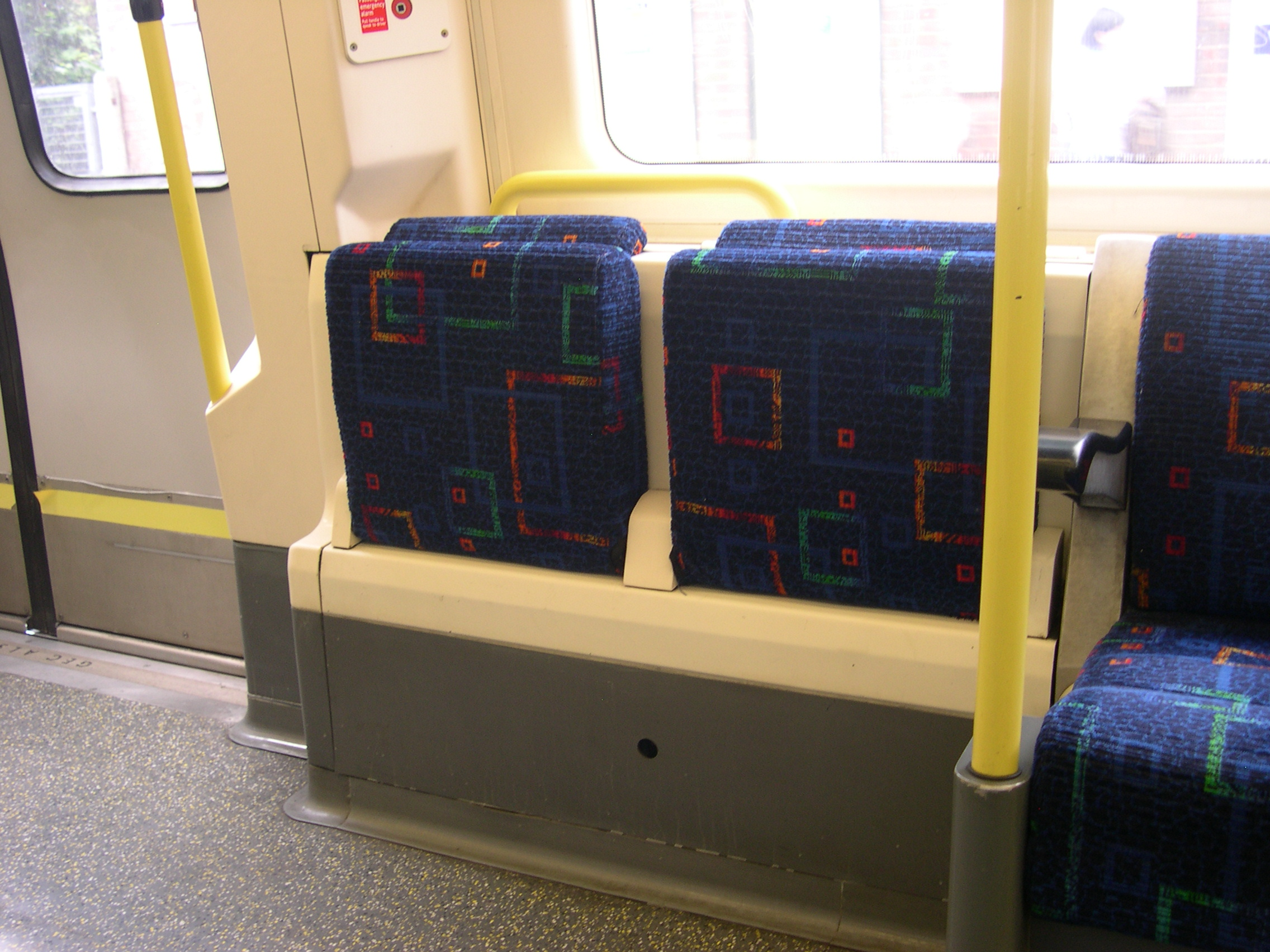
Klapzittingen
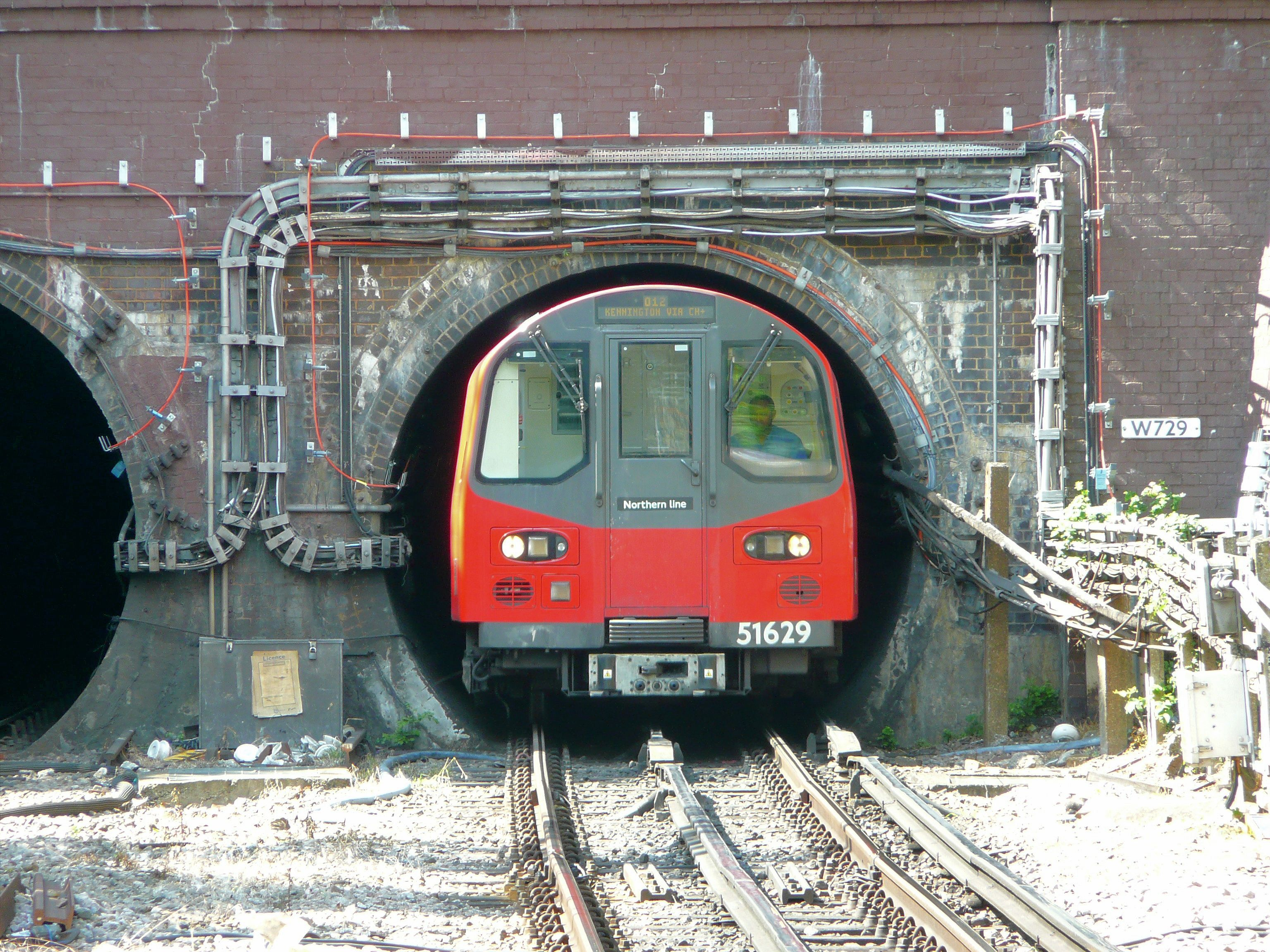
Type 1995 bij tunnelingang bij station Hendon Central
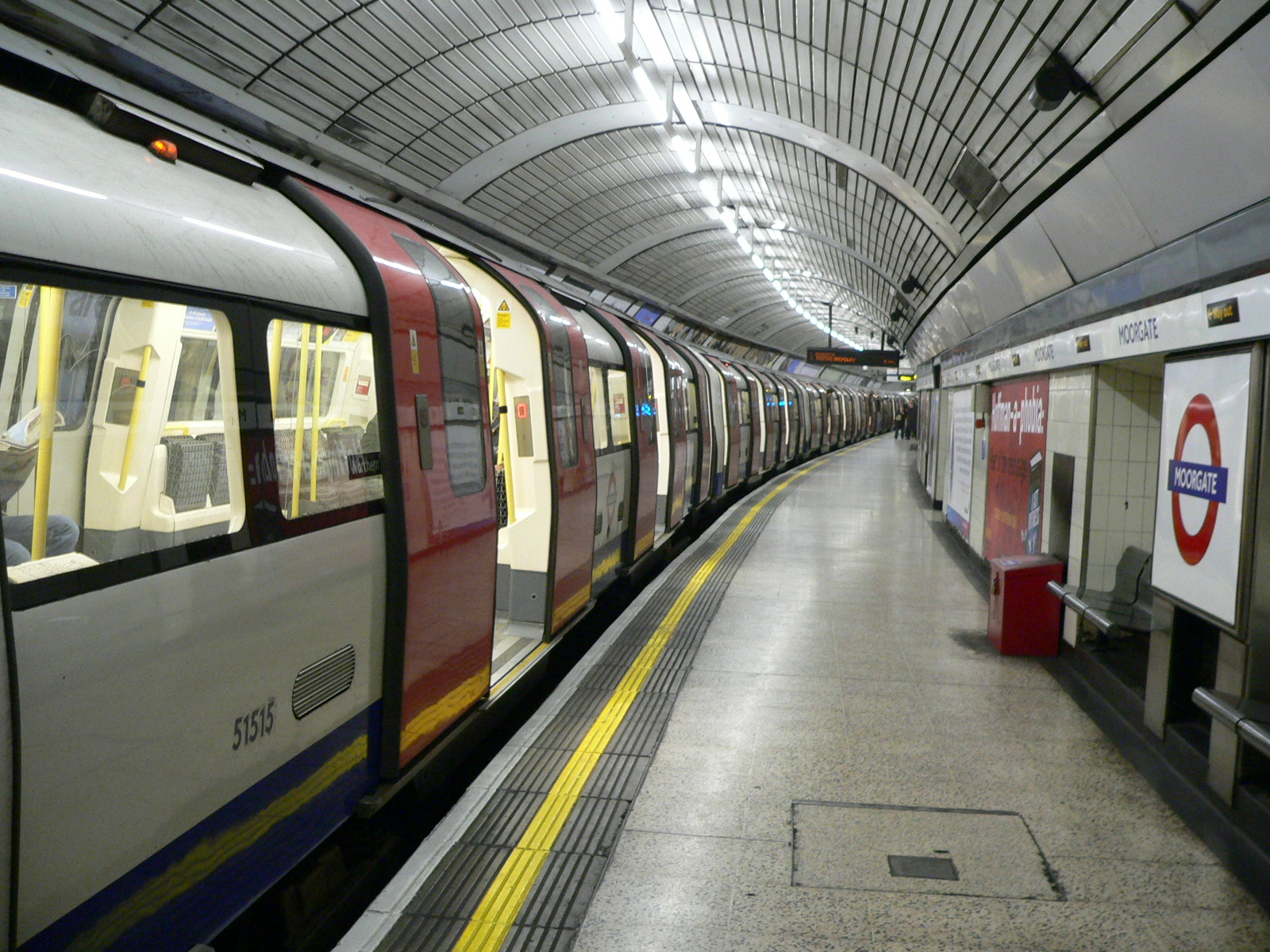
Type 1995 op Station Moorgate
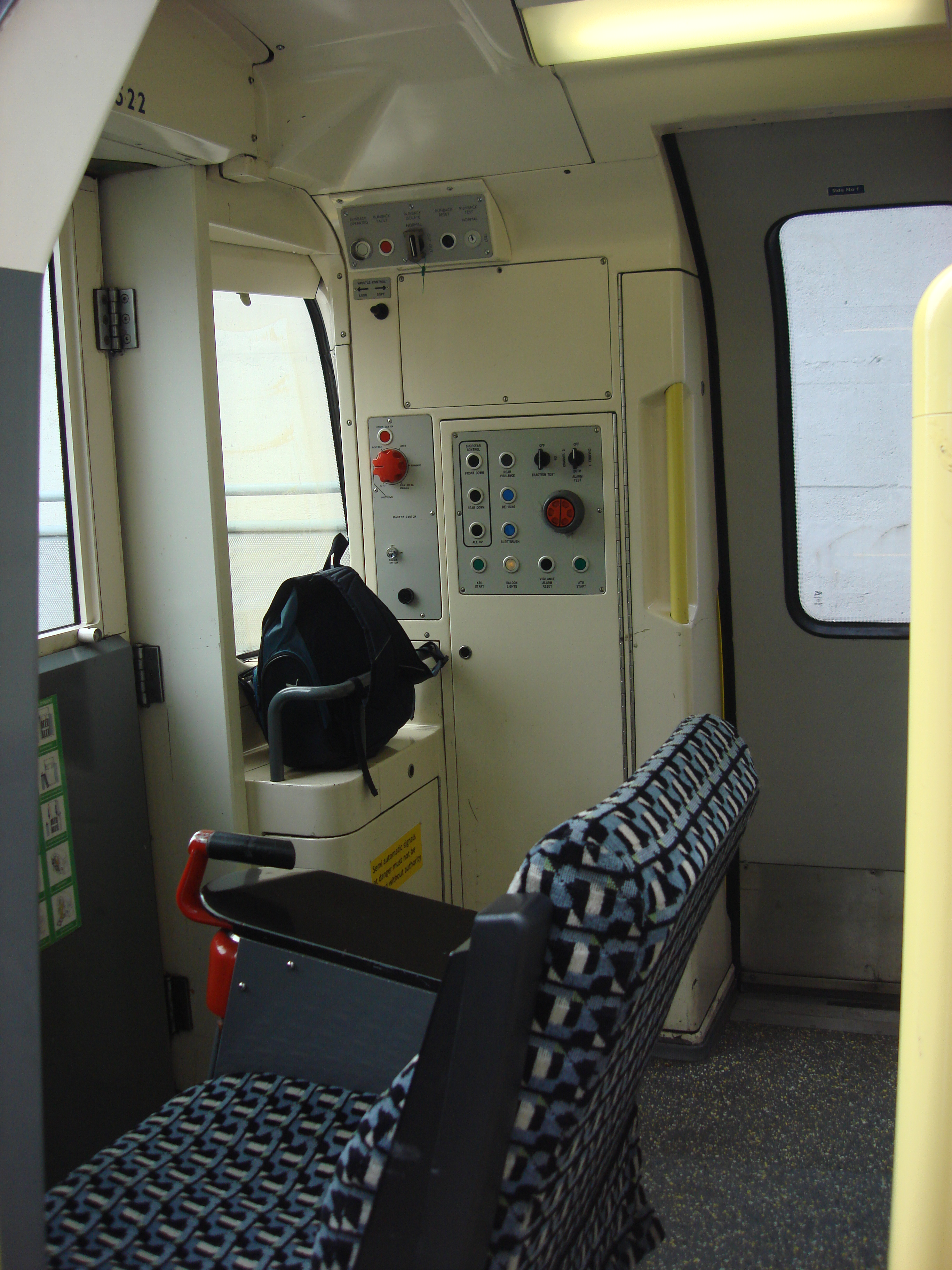
Cabine van Type 1995